# Gregory Dayton
Gregory Francis Dayton-Mohl  (Nueva York, 2 de abril de 1953) es un actor y locutor estadounidense de origen polaco que ha desarrollado gran parte de su carrera en Argentina. Ha participado en diversas series televisivas, largometrajes y publicidades. Reconocido particularmente como Superman del programa Cha Cha Cha en 1995. Es padre de dos hijos. Su abuelo materno era el diplomático Aleksander Piotr Mohl, sus tíos el pintor Jozef Czapski y el coleccionista y político Emeryk August Czapski, su tía la escritora Maria Czapska. Su bisabuelo fue Karol Czapski, gobernador de Minsk, y su tatara abuelo el colecionista de numismática polaca Emeryk Hutten-Czapski

## En cine
- El Hombre que Compró la Luna (2018) - El General
- Cobrador, in God we Trust (2006) - Dentista
- Ronda Nocturna (2005) - El Comisario
- El Delantal de Lili (2003) - Patrón
- Assasination Tango (2002) - Agente
- Claim (2000) - Detective Lake
- Una Historia de Tango (cortometraje) (2000) - Tony
- Diario para un Cuento (1998)- William
- Happy Together (1997)- El Amante
- La Lección de Tango (1997) - Productor de Hollywood
- El Hombre que Capturo a Eichmann (1996) - Herr Muller
- Último Sueño (cortometraje) (1994) - El Diablo

## En televisión
- Víndica (2011), James
- Los Únicos (2011), Hefner
- Todos contra Juan (2010), productor de Hollywood
- Son Amores (2002)
- Culpables (2001), el amante
- El hombre (1999), Fredemberg
- La Condena de Gabriel Doyle (1998), Bruno
- Archivo Negro (1997), Centurión
- Señores y Señoras (1997), Barati
- El Arcángel (1996), Sr. Vernengo
- Sheik (1995), Jan Martens
- Cha Cha Cha (1995), Jack Anderson, Superman
- Cablecanal (1994), Experto de la NASA
- Foreign Affairs (1992), Willie Edwards